# Marko Leino

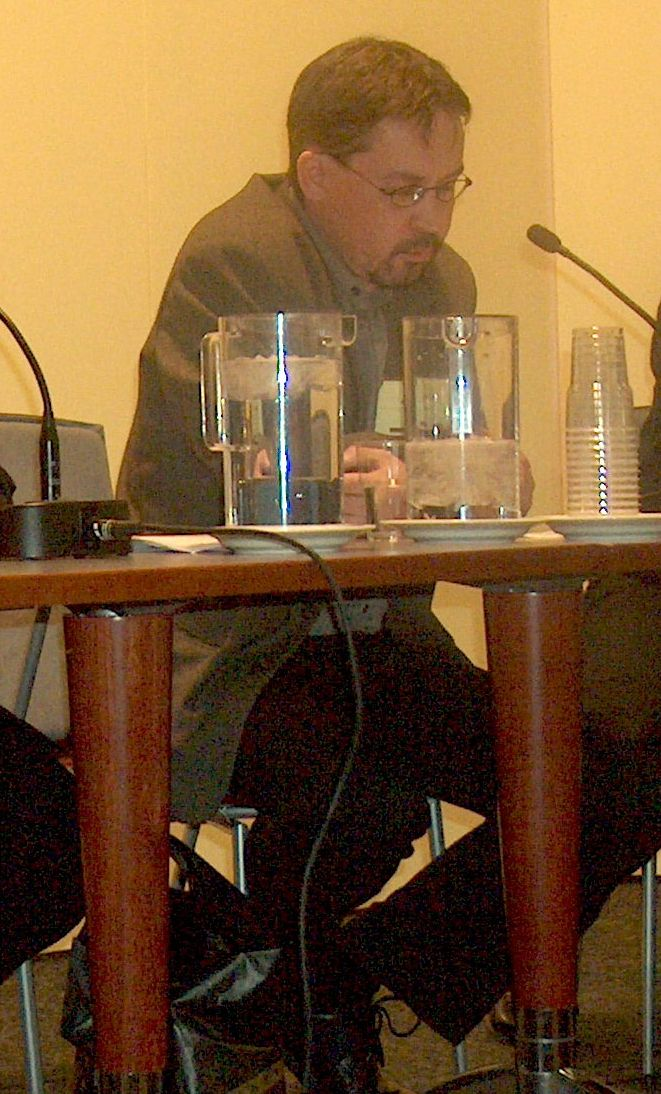
Marko Leino, 2004 auf der Buchmesse in Helsinki.

Marko Leino (* 8. September 1967 in Hyvinkää, Finnland) ist ein finnischer Schriftsteller und Drehbuchautor.
Leino veröffentlichte Romane, Gedichte und Drehbücher. Sein erstes Buch, eine Sammlung von Kurzgeschichten, wurde 1999 mit dem Kalevi-Jäntti-Preis ausgezeichnet.
2006 schrieb Leino das Buch Wunder einer Winternacht. Er widmete es seiner Großmutter, die Heiligabend 1978 starb.
Nach seiner Vorlage entstand 2007 der Film Wunder einer Winternacht (Regie: Juha Wuolijoki), einer der erfolgreichsten finnischen Filme der letzten Jahre. Das Theater Junge Generation in Dresden führt 2012 die Uraufführung als Theaterstück auf.
Leino lebt in Helsinki.

## Auszeichnungen
- 1999 Kalevi-Jäntti-Preis für Miehen tehtävä (dt. Was ein Mann tun muss: Erzählungen. Hainholz, Göttingen 2001, ISBN 3-932622-78-2)
- 2010 Finnischer Krimipreis - National für Ansa (dt. In der Falle. Rowohlt TB Verlag, Reinbek 2014. ISBN 978-3-499-25031-6)

## Bibliografie

### Kriminalromane
- 2001 Syytön. Tammi, Helsinki, ISBN 951-31-2234-4
- 2004 Epäilys. Tammi, Helsinki, ISBN 951-31-3096-7
- 2009 Ansa. Tammi, Helsinki, ISBN 978-951-31-5021-1; (dt. In der Falle. Rowohlt TB Verlag, Reinbek 2014. ISBN 978-3-499-25031-6)

### Kinderbücher
- 2000 Tommi Tähtinen ja avaruustauti. Tammi, Helsinki, ISBN 951-31-1902-5
- 2003 Yksityisetsivä Herbert Höpö ja tapaus Karhu. Tammi, Helsinki, ISBN 951-31-2822-9 (Kinderkrimi)
- 2005 Yksityi setsivä Herbert Höpö ja varjojen kapina. Tammi, Helsinki, ISBN 951-31-3410-5 (Kinderkrimi)

### Einzelwerke
- 1999 Miehen tehtävä. Tammi, Helsinki, ISBN 951-31-1484-8; (dt. Was ein Mann tun muss: Erzählungen. Hainholz, Göttingen 2001, ISBN 3-932622-78-2)
- 2007 Joulutarina. Gummerus, Helsinki, ISBN 978-951-20-7415-0; (dt. Wunder einer Winternacht. Rowohlt Verlag, Reinbek 2009. ISBN 978-3-499-24846-7)
- 2010 Kotirauha. Teos, Helsinki, ISBN 978-951-851-340-0.
- 2015: Syntymättömat. Teos, Helsinki, ISBN 978-951-851-645-6.

## Filmografie (Drehbuchautor)
- 2001: Minä ja Morrison
- 2006: Matti
- 2007: V2 - Jäätynyt enkeli
- 2007: Wunder einer Winternacht - Die Weihnachtsgeschichte (Joulutarina)
- 2008: Morsian (Fernsehserie, 1 Folge)
- 2008: Tummien perhosten koti
- 2009: Rööperi
- 2010: Alamaailma Trilogia: Vanki
- 2011: Alamaailma Trilogia: Lakimies
- 2011: Kotirauha
- 2012: Puhdistus